# Dana Wright
Dana Wright (* 20. September 1959 in Toronto, Ontario) ist eine ehemalige kanadische Leichtathletin, die sich auf die 400 Meter Hürden spezialisiert hatte. Sie hatte persönliche Bestzeiten von 57,35 Sekunden für die Hürden und 53,14 Sekunden für den 400-Meter-Sprint.

## Karriere
Dana Wright wurde in Toronto, Ontario, geboren und besuchte die Old Dominion University. Bei den kanadischen Leichtathletikmeisterschaften 1982, 1984 und 1985 belegte sie den dritten Platz im 400-Meter-Hürdenlauf. Ihre beste Platzierung auf nationaler Ebene erreichte sie 1987, als sie Vizemeisterin nach Gwen Wall wurde.
Bei den Olympischen Spielen 1984 wurde sie sowohl für die 400 Meter Hürden als auch als Ersatzläuferin für die kanadische 4-mal-400-Meter-Staffel ausgewählt. Sie schied in der Qualifikationsrunde für die Hürden aus, verhalf aber der Staffel zum Einzug ins Finale des Wettbewerbs. Molly Killingbeck ersetzte sie im Finale, und Kanada gewann in Abwesenheit von Wright die Silbermedaille. Sie war Hürdenfinalistin bei den Panamerikanischen Spielen 1987 (sie wurde Siebte), aber dies war ihre letzte internationale Teilnahme, und sie zog sich bald darauf aus dem Sport zurück.